# Octobre 1878

## Événements
- 1er octobre (Birmanie) : après le massacre des autres prétendants, Thibaw Min succède à son père Mindon Min comme roi de Birmanie (détrôné en 1885).

- 16 octobre, Canada : John Norquay devient premier ministre du Manitoba remplaçant Robert Atkinson Davis.

- 17 octobre, Canada : John A. Macdonald (conservateur) redevient premier ministre.

- 21 octobre (Empire allemand) : Bismarck saisit le prétexte d’attentats contre l’empereur pour imposer au Reichstag une loi d’exception (dite du « petit état de siège ») contre les socialistes, qui interdit les groupements socialistes, toute manifestation publique, toute propagande. Les journaux sont saisis, une centaine de militants sont condamnés à des peines d’emprisonnement (1878-1890).

## Naissances
- 8 octobre : Paul-Émile Rochon, médecin canadien.
- 11 octobre : Karl Hofer, peintre allemand († 3 avril 1955).

## Décès
- 1er octobre : Mindon Min, roi de Birmanie (° 1808).
- 19 octobre : Agostino Perini, 75 ans, naturaliste italien (° 2 décembre 1802).
- 24 octobre : Paul Cullen, cardinal irlandais, archevêque de Dublin (° 29 avril 1803).